# Налоговая декларация
Нало́говая деклара́ция — официальное заявление налогоплательщика о полученных им за определённый период времени доходах и распространяющихся на них налоговых скидках и льготах, предоставляемое в налоговые органы. Лицо, подавшее налоговую декларацию, называют декларантом. Налоговые декларации позволяют налогоплательщикам рассчитывать свои налоговые обязательства, планировать налоговые платежи или запрашивать возмещение переплаченных налогов.

## США
Налоговые декларации в Соединенных Штатах (англ. Tax return) — это отчеты, поданные в Налоговое управление США, штата или местного органа, содержащие информацию, используемую для расчета подоходного налога или других налогов. Налоговые декларации обычно заполняются с использованием форм, утвержденных Налоговым управлением США или другим применимым налоговым органом. Налогоплательщики могут подать исправленную налоговую декларацию в Налоговое управление, чтобы исправить ошибки, указанные в предыдущей налоговой декларации.
Как правило, налоговые декларации состоят из трех основных разделов, в которых вы можете указать свой доход, определить вычеты и налоговые льготы. Дата подачи федеральной налоговой декларации по индивидуальному подоходному налогу - 15 апреля.

## Россия
Согласно Налоговому кодексу Российской Федерации, подаваемая налогоплательщиком декларация о доходах должна содержать информацию об объектах налогообложения, о его доходах и расходах, об источниках доходов, о налоговой базе, о налоговых льготах и исчисленной сумме, а также любую другую информацию, служащую для исчисления и уплаты налога. Отсутствие у налогоплательщика доходов за определённый отчётный период, вообще говоря, не освобождает его от подачи налоговой декларации, если иное не предусмотрено законом.
Налоговую декларацию должны подавать лица, осуществляющие предпринимательскую деятельность, без образования юридического лица (ИП), в том числе нотариусы, адвокаты, репетиторы, домработницы. Предприниматели и организации обязаны предоставлять декларации даже при нулевом доходе.

#### Предоставление налоговой декларации
В Российской Федерации, в соответствии с Налоговым кодексом, налогоплательщики должны представлять декларацию не позднее 30 апреля года, следующего за истёкшим налоговым периодом.
Декларации по некоторым налогам (в частности, налогу на прибыль организаций) необходимо предоставлять не только за налоговый период, но и за отчетные периоды. Некоторые декларации (такие как, декларация по НДС) предоставляются ежеквартально, то есть за каждые три месяца.
Подать налоговую декларацию можно в бумажной форме в налоговый орган по месту учёта либо в электронной форме через «Личный кабинет налогоплательщика». Непредоставление налоговой декларации может расцениваться как уклонение от уплаты налогов.

#### Виды налоговых деклараций
По видам декларируемых налогов различают следующие виды деклараций:
- Декларация по НДС
- Декларация по налогу на прибыль
- Декларация по НДФЛ
- Декларация по налогу, уплачиваемому в связи с применением упрощённой системы налогообложения
- Декларация по единому сельхозналогу
- Декларация по налогу на имущество
- Декларация по транспортному налогу
- Декларация по земельному налогу
- Декларация по налогу на добычу полезных ископаемых (НДПИ)
- Декларация по водному налогу
- Декларация по акцизам и т. д.[5]
- Нулевая декларация
- Декларация по ЕСХН